# Muren
Muren is een van de weinige bibliofiele uitgaven van de Nederlandse schrijver Frans Kellendonk die tijdens zijn leven verscheen, in 1986.

## Geschiedenis
Vanaf januari 1985 verschenen drie verhalen als voorpublicatie. Die drie werden verwerkt in deze uitgave Muren. Het betreft hier een reisschets van de kunstenaar John Torenbeek (1927-2008) met illustraties van zijn hand. Het werd voorzien van een inleiding door Torenbeeks echtgenote Aat van Nie (1927-2010) en dit verhaal van Kellendonk werd erin opgenomen. De titel van deze uitgave is Afgezien van Italië.
Van de uitgave verscheen een handelseditie in 2000 exemplaren bij Tabula. Daarnaast verschenen er bij Gerard Timmer Prods. 25 exemplaren (waarvan 5 hors commerce en 20 genummerd) die in linnen werden gebonden door Herman van Waarden en die alle gesigneerd werden door Torenbeek en Kellendonk, en bovendien voorzien zijn van een originele tekening van Torenbeek.

### Voorpublicaties
- 'Goeiendag', in: Folia Civitatis 38 (1985) 21 (25 januari), p. 4.
- 'Gemeente-energie', in: Folia Civitatis 38 (1985) 29 (22 maart), p. 4
- 'Tegen de muur', in: Folia Civitatis 38 (1985) 35 (10 mei), p. 4.

### Boekpublicaties
- John Torenbeek, Afgezien van Italië. Amsterdam, Tabula. 1986.
- Frans Kellendonk, 'Muren', in: Het complete werk. Amsterdam, Meulenhoff, 1992, p. 687-694.

Bouwval · John & Richard Marriott · De nietsnut · Letter en geest · Namen en gezichten · Aantekeningen uit de nieuwe wereld · Het werk van de achtste dag · Hier schiet elk woord wortel · Mystiek lichaam · Muren · De veren van de zwaan · Geschilderd eten · De halve wereld · Het complete werk · De brieven · Het onstoffelijke boek · Uw horoscoop · Homoseksualiteit